# احمد هبه
احمد هبه (انگلیسی: Ahmed Hebh؛ زادهٔ ۲۵ فوریهٔ ۱۹۸۵) بازیکن فوتبال اهل عربستان سعودی است.
از باشگاه‌هایی که در آن بازی کرده‌است می‌توان به باشگاه فوتبال الشعله عربستان سعودی اشاره کرد.